# C&A

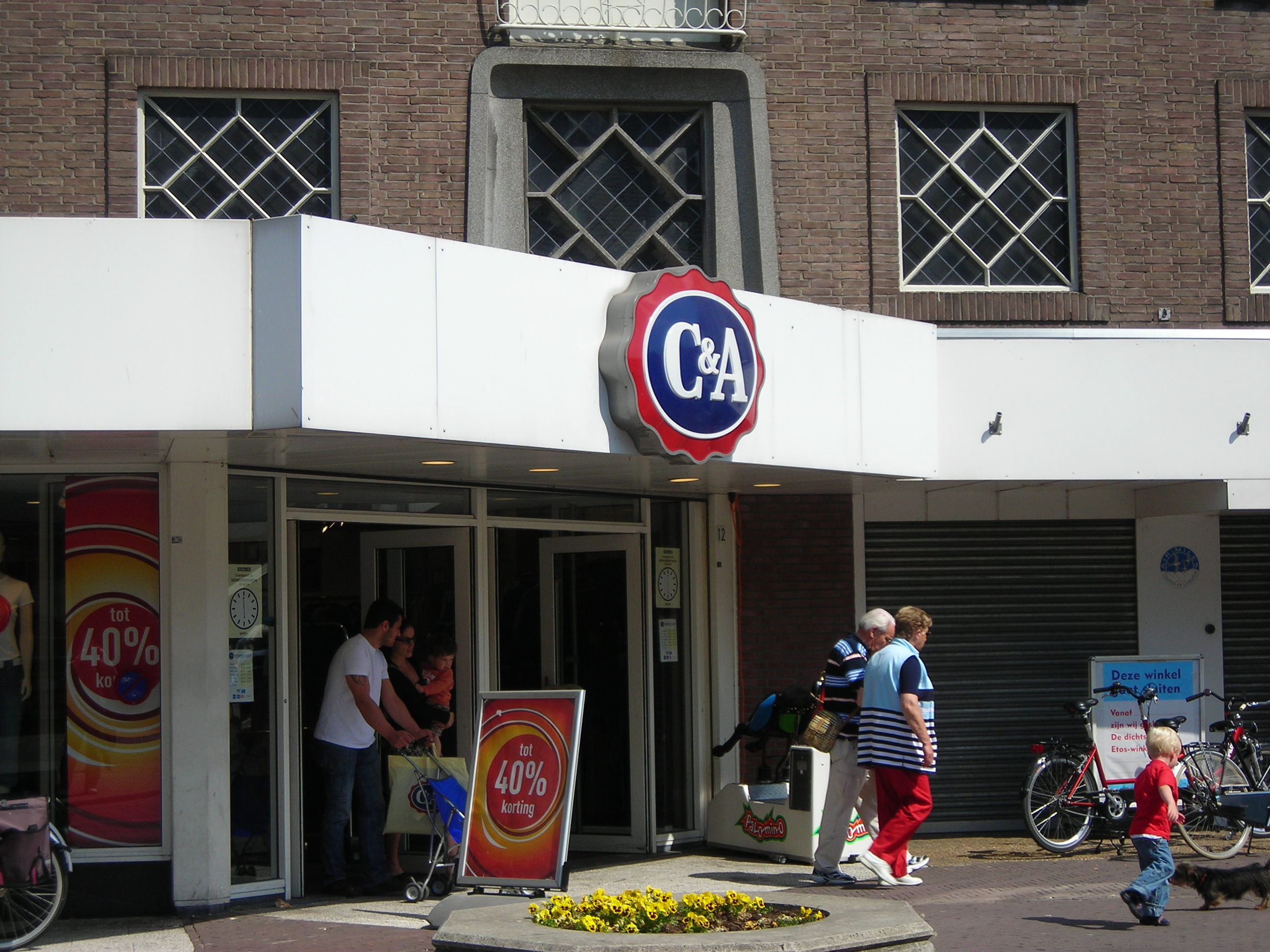
Butik C&A v nizozemském městě Zutphen.

C&A Mode (zkratka ze jmen zakladatelů Clemense a Augusta Brenninkmeijerových) je nadnárodní řetězec obchodů s oblečením. Působí v Rakousku, Belgii, Brazílii, Číně, Česku, Bosně a Hercegovině, Francii, Německu, Maďarsku, Lucembursku, Mexiku, Nizozemsku, Polsku, Portugalsku, Španělsku, Švýcarsku, na Slovensku, ve Slovinsku a v Turecku.
Sídlo firmy se nachází v Bruselu a v Düsseldorfu. Společnost byla založena bratry Clemensem a Augustem Brenninkmeijerovými v Nizozemsku roku 1841.

## Sortiment
Společnost prodává značky jako Angelo Litrico, Clockhouse, Westbury a Your Sixth Sense. Dlouho se zaměřovala hlavně na prodej na hlavních ulicích ve Velké Británii. Nicméně firemní strategie prodávat levné oblečení v domech s vysokou činží se ukázala jako zranitelná, navíc tomuto řetězci začaly konkurovat firmy jako H&M, Tesco nebo Zara působící v levnějších částech města.[zdroj?]

## C&A v Česku
Značka C&A provozuje v Česku  v současné době (2017) 42 prodejen. Nachází se v lokalitách:
- Brno, Galerie Vaňkovka
- Brno, OC Olympia
- Brno, OC Velký Špalíček
- České Budějovice, Globus
- České Budějovice, OC Mercury
- Havířov, U Stadionu
- Hradec Králové, OC Futurum
- Jihlava, OC City Park
- Karlovy Vary, OC Fontána
- Karviná, OC Karviná
- Kladno, OC Central
- Kladno, Shopping JIH
- Liberec, NC Géčko
- Liberec, OC Forum
- Mladá Boleslav, OC Bondy Centrum
- Most, OC Central
- Olomouc, Galerie Šantovka
- Olomouc, OC Olympia
- Opava, OC Breda a Weinstein
- Ostrava, Avion Shopping Park
- Ostrava, OC Forum Nová Karolina
- Pardubice, Třída Míru - Pyramida
- Přerov, Galerie Přerov
- Plzeň, OC Olympia
- Plzeň, OC Plzeň
- Praha, Centrum Černý Most
- Praha, Westfield Chodov
- Praha, Galerie Harfa
- Praha, OC DBK
- Praha, OC Europark Štěrboholy
- Praha, OC Krakov
- Praha, OC Letňany
- Praha, OC Metropole Zličín
- Praha, OC Nový Smíchov
- Praha, OC Palladium
- Praha, Václavské náměstí I.
- Praha, Václavské náměstí II.
- Tábor, STOP SHOP
- Teplice, OC Olympia
- Třebíč, STOP SHOP
- Ústí nad Labem, OC Forum
- Zlín, OC Centro